# Parahollardia lineata
Parahollardia lineata és una espècie de peix de la família dels triacantòdids i de l'ordre dels tetraodontiformes. Va ser descrit pel botànic nord-americà William H. Longley el 1935.

## Descripció
Els adults poden assolir 20 cm de longitud total. Es nodreixen d'invertebrats bentònics.

## Hàbitat
És un peix marí, de clima subtropical i demersal que viu entre 119-396 m de fondària, sobre fons tou prop de la vora de la plataforma continental. Els membres de la família Triacanthodidae normalment

## Distribució geogràfica
Es troba des de Virgínia i el nord del Golf de Mèxic fins al sud de Florida (Estats Units) i Yucatán (Mèxic).

## Observacions
És inofensiu per als humans.